# Русское окраинное общество
Русское окраинное общество — организация, созданная в 1908 году и выступавшая за единство Российской империи, против движений её народов за национальную независимость и за укрепление позиций русской культуры и народности в соответствующих регионах.

## История
Первоначально деятельностью по изучению национальных окраин империи и борьбе с сепаратизмом занимался Окраинный отдел Русского собрания. В 1906 году он начал издавать газету «Окраины России». К концу 1907 года А. С. Будиловичем была выдвинута идея создания на базе этого отдела самостоятельной организации, проект получил поддержку председателя Окраинного отдела А. М. Золотарёва и профессора Н. Д. Сергеевского.
Учредительное собрание РОО состоялось в феврале 1908 года, в марте был принят устав организации. Членов-учредителей насчитывалось 72 человека, среди которых епископ Евлогий (Георгиевский), будущий священномученик епископ Митрофан (Краснопольский), B. И. Гурко, В. Ф. Дейтрих, Н. А. Зверев, Д. И. Пихно, С. Н. Алексеев; Г. Г. Замысловский и И. П. Созонович, С. В. Рухлов, Н. О. Куплеваский, A. А. Башмаков, Н. А. Мясоедов, А. К. Пурышев, B. К. Саблер, А. И. Соболевский, А. А. Ширинский-Шихматов и др.
Девизом РОО был «Не Россия для нас, а мы для России!». Главной задачей общества было «содействие укреплению русской государственности, культуры и народности на окраинах, а также местностях, где такое содействие может оказаться необходимым».
Общество выступало против обрусения инородцев, а «за культурное сближение и духовное единение всех подданных русского Царя на почве честной преданности единому всероссийскому государству. Во всем же остальном пусть поляк остается поляком, финляндец финляндцем и т. д.» Общество не выдвигало политических лозунгов, но поддерживало идеологию Православия, Самодержавия, Народности, Православную церковь, считая, что «где нет православной или старообрядческой церкви <…>, там нет и России». Сотрудничало с такими организациями, как Русское собрание, Союз русского народа, Всероссийский национальный союз.

## Структура
Общество управлялось Советом из 12 человек, избираемых на три года, причём каждый год переизбиралась треть совета. Участники общества делились на почётных членов (почётное членство давалось за особые заслуги), действительных членов и соревнователей (кандидатов в члены).
РОО делилась на ряд отделов, занимавшихся конкретным регионом-«окраиной» — Финляндией, Прибалтикой, Белоруссией, Кавказом, Юго-Западным краем, Украиной, Юго-Восточной (мусульманской) Россией.

## Председатели общества
- Н. Д. Сергеевский (февраль — ноябрь 1908)
- А. С. Стишинский (ноябрь 1908 — февраль 1917)